# ساحوج المنيهوت
ساحوج المَنِيهُوت فطر من جنس الساحوج يركب جذور المنيهوت والقطن.